# Steve Baker

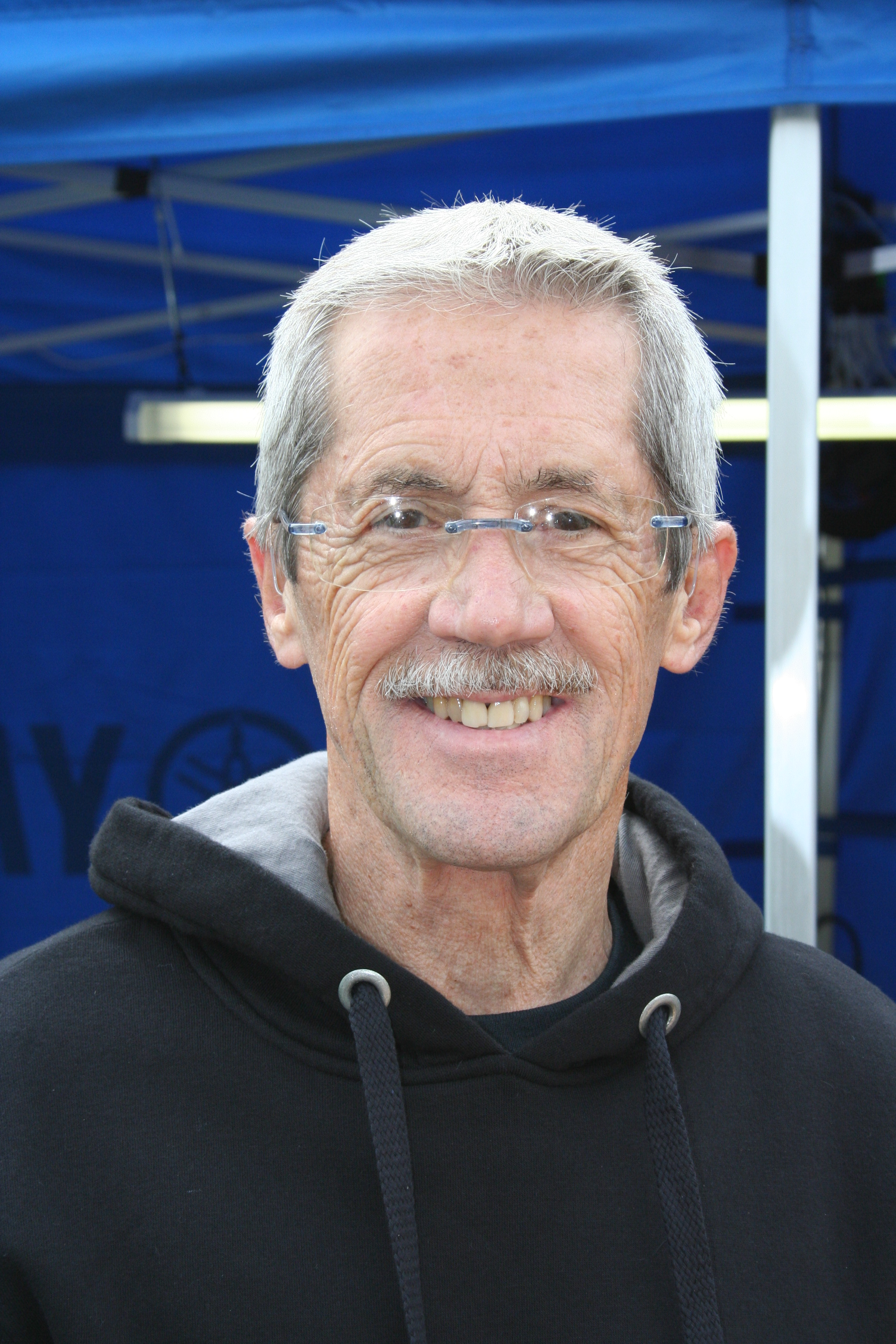
Steve Baker

Steve Baker, född 5 september 1952 i Bellingham, Washington, är en amerikansk roadracingförare.

## Roadracingkarriär
Baker tävlade först på grusbanor i västra USA, och blev sedan roadracingförare i Kanada, samt trefaldig kanadensisk mästare. Han fick därefter fabrikskontrakt med Yamaha och inledde säsongen 1977 med att vinna AMA Daytona 200 på Daytona International Speedway, innan han tävlade i VM i 500GP samt 750GP. Han slutade tvåa i 500GP, men vann den mindre prestigefyllda 750GP-kategorin innan Yamaha överraskande inte förlängde hans kontrakt. Baker tävlade därefter med en privat Suzuki under säsongen 1978 med en sjundeplats i VM som resultat. Efter säsongen skadade han sig illa i en mindre tävling på Mosport Park i Kanada, och valde att avbryta sin karriär efteråt.